# The Actress and the Cowboys
The Actress and the Cowboys est un film muet américain réalisé par Allan Dwan et sorti en 1911.

## Synopsis
Un couple est égaré en plein Texas et commence de trouver un emploi.

## Fiche technique
- Réalisation : Allan Dwan
- Date de sortie : États-Unis : 26 juin 1911
- Genre : Western

## Distribution
- J. Warren Kerrigan
- Victor Potel